# 데이지 (광고)
"데이지"(Daisy), "데이지 소녀"(Daisy Girl) 또는 "평화, 작은 소녀"(Peace, Little Girl)로 불리는 이 광고는 린든 B. 존슨의 1964년 대통령 선거 운동의 일환으로 TV에 방영된 논란의 여지가 있는 미국 정치 광고이다. 단 한 번 방영되었음에도 불구하고, 이 광고는 공화당 후보 배리 골드워터에 대한 존슨의 압도적인 승리의 가장 중요한 요인 중 하나이자 정치 및 광고 역사에서 전환점으로 평가된다. 도일 데인 번바흐 에이전시와 토니 슈워츠의 협력으로 제작된 "데이지" 광고는 존슨의 반전 및 반핵 입장을 알리기 위해 기획되었다. 골드워터는 부분적 핵실험 금지 조약에 반대했고, 필요하다면 베트남 전쟁에서 핵무기 사용을 제안했다. 존슨 캠페인은 골드워터의 연설을 이용해 그가 핵전쟁을 일으킬 것이라는 점을 암시했다.
광고는 세 살 된 모니크 코르질리우스가 초원에서 데이지 꽃잎을 따며 부정확하게 1부터 10까지 세는 모습으로 시작한다. 그녀가 "아홉"에 도달하자 잠시 멈추고, 미사일 발사 카운트다운 시작과 유사하게 10부터 거꾸로 세는 웅장한 남성 목소리가 들린다. 정지된 비디오가 소녀의 오른쪽 눈에 줌되어 눈동자가 화면을 가득 채울 때까지 확대되고, 곧 핵폭발의 섬광과 소리로 대체된다. 존슨의 내레이션은 다음과 같이 단호하게 말한다.
이것이 바로 판돈입니다: 모든 하나님의 자녀가 살 수 있는 세상을 만들 것인가, 아니면 어둠 속으로 들어갈 것인가. 우리는 서로 사랑해야 합니다, 아니면 죽어야 합니다.

이 광고는 처음 방영된 후 철회되었지만, 야간 뉴스, 토크쇼, 뉴스 방송사 등 언론에서 계속해서 재방송되고 분석되었다. 존슨 캠페인은 핵전쟁의 가능성을 이용하고, 골드워터가 핵전쟁을 시작할 것이라는 암시를 통해 유권자를 겁주려 한다는 비판을 널리 받았다. 존슨 캠페인의 다른 여러 광고들도 골드워터의 이름을 직접 언급하지 않고 그를 비난했다. 1964년 이후 다른 캠페인들도 "데이지" 광고를 채택하여 사용했다.

## 배경

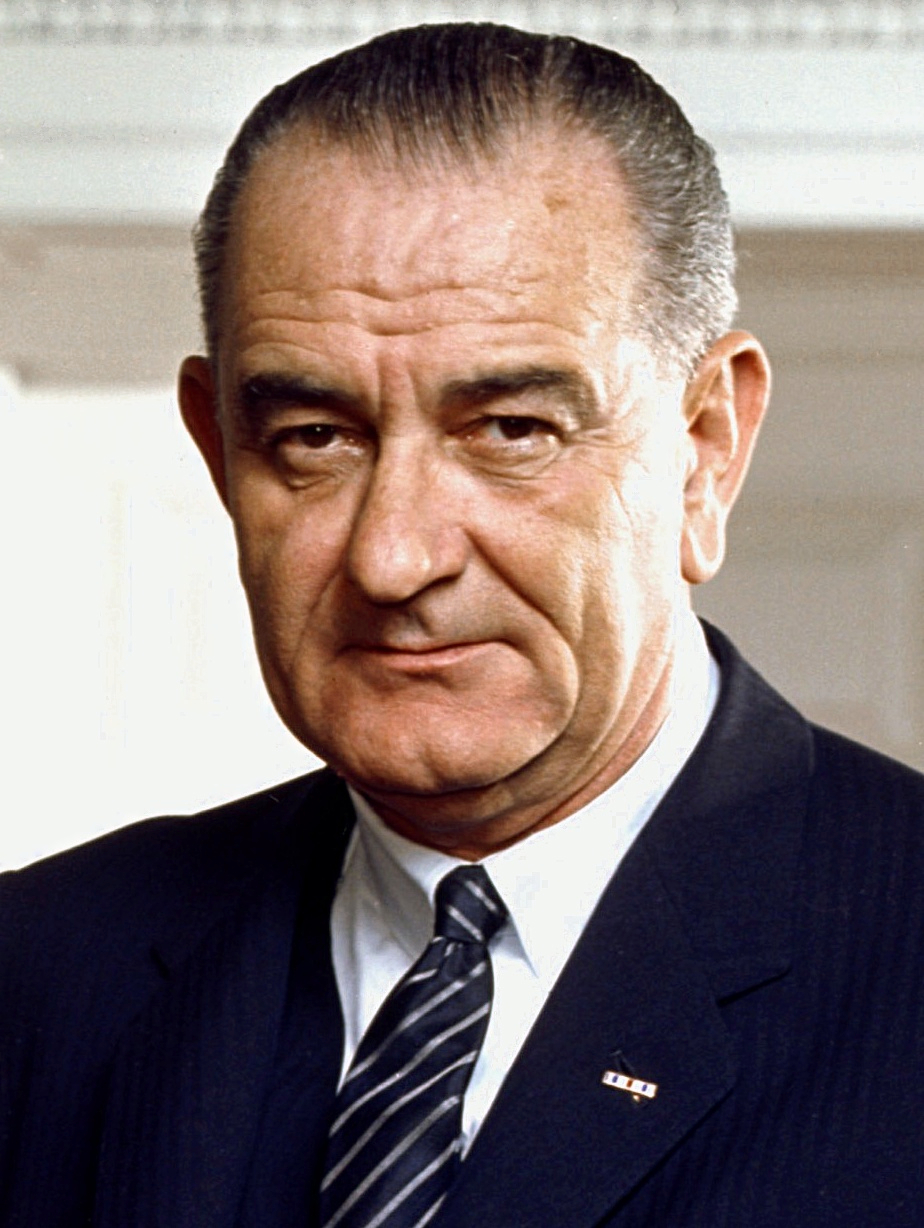
1963년 12월 촬영된 린든 B. 존슨의 초상화

전임자 존 F. 케네디의 암살 이후, 린든 B. 존슨 부통령은 1963년 11월 미국 대통령으로 취임했다. 많은 사람들은 존슨을 법안 통과에 능한 무자비한 정치인으로 보았다. 그가 상원 민주당 지도자로 재임하는 동안, 그는 "상원의 대가"로 불렸다. 그는 종종 상원에서 표를 모으기 위해 유명한 "존슨식 처리"를 포함한 수사 기법을 사용했다. 1964년 7월, 그는 의회에 1964년 민권법을 통과시키도록 성공적으로 촉구했다.
1964년 미국 대통령 선거에서 공화당 대통령 후보 배리 골드워터는 존슨에게 도전했다. 쿠바 미사일 위기 이후, 핵전쟁은 선거 운동의 주요 쟁점 중 하나였다. 1963년에 실시된 여론조사에 따르면 응답자의 90%가 핵전쟁이 가능하다고 믿었고, 38%는 가능성이 높다고 생각했다. 같은 해, 골드워터는 부분적 핵실험 금지 조약의 비준에 반대 투표를 했으며, 이 조약은 결국 상원에서 80대 14로 통과되었다. 골드워터 선거 운동은 사회 프로그램 축소와 공격적인 군사 정책 추구를 강조하는 우파 메시지를 내세웠다. 존슨의 정책과는 달리, 그는 필요하다면 베트남 전쟁에서 핵무기 사용을 제안했다. 존슨 캠페인은 골드워터의 연설과 그의 극단적인 정치적 입장을 이용해 그가 핵전쟁을 일으킬 의사가 있다는 점을 암시했다. 그들은 그를 위험한 극단주의자로 묘사했으며, 특히 그의 선거 슬로건인 "마음속으로는 그가 옳다는 것을 알고 있다"를 "뱃속으로는 그가 미쳤다는 것을 알고 있다"라는 반대 슬로건으로 조롱했다.
8월 여론조사에 따르면 존슨의 재임 중 업적은 선거 운동에서 제한적인 지지만을 얻을 것으로 예상되었다. 골드워터는 아이들 그룹이 충성의 맹세를 외우는 도중 당시 소련 지도자 니키타 흐루쇼프가 "당신들을 묻어버리겠다! 당신들의 아이들은 공산주의자가 될 것이다!"라고 선언하는 목소리에 묻히는 공격 광고를 방영했다. 존슨 캠페인은 선거 운동에서 여러 수사 기법을 사용했다. 그들은 골드워터의 극단주의와 그에게 대통령의 권한을 맡기는 것의 위험성을 강조했다. 존슨의 특별 보좌관 잭 발렌티는 "우리의 주요 강점은 존슨을 위한 지지보다는 골드워터에 대한 반대 투표에 있다"고 제안했다.

## 제작
1964년 이전에는 선거 광고가 거의 항상 긍정적이었다. 상대 후보나 그들의 정책은 거의 언급되지 않았다. 6월 중순, 진보적 옹호 단체인 민주 행동을 위한 미국인 (ADA)의 회장인 존 P. 로슈는 존슨의 공보 비서인 빌 모이어스에게 서한을 써서 존슨이 "훌륭한 전략적 위치"에 있으며 골드워터에 대해 "야만적인 공격"을 할 수 있다고 말했다. 그는 "64년 골드워터 - 65년 위험?"이라는 문구가 배경에 버섯 구름과 함께 있는 빌보드를 고안할 수 있다고 제안했다. 존슨은 전자 미디어 캠페인에 상당한 재정 자원을 투입하기로 동의했다. 지역 라디오 광고에 300만 달러 (2022 기준 $25만 달러 상당), 텔레비전 네트워크 프로그램 광고에 170만 달러 (2022 기준 $14만 달러 상당)를 지출했다. 7월 10일 여론조사에서는 존슨이 77%, 골드워터가 18%로 앞섰다. 7월 말에는 존슨의 지지율이 62%로 하락했다.
도일 데인 번바흐 광고 에이전시(DDB)와 이 프로젝트를 위해 고용된 사운드 디자이너이자 미디어 컨설턴트인 토니 슈워츠의 협력으로 "데이지" 광고가 제작되었다. DDB 팀은 아트 디렉터 시드 마이어스, 프로듀서 애런 엘리히, 선임 카피라이터 스탠리 R. 리, 그리고 주니어 카피라이터 진 케이스로 구성되었다. 광고의 목표는 존슨의 반전 및 반핵 입장을 알리는 것이었다. 슈워츠는 이 개념을 그가 유엔을 위해 제작했던 이전의 공익광고를 바탕으로 했다. DDB는 캐스팅과 촬영을 담당했고, 슈워츠는 오디오 통합을 관리했다. 슈워츠와 DDB 팀 모두 이 광고의 시각적 요소에 대한 공로를 주장하지만, 진정한 제작자는 불분명하다.

## 개요
광고는 세 살 된 모니크 코르질리우스가 뉴욕시의 하이프릿지 공원 목초지에서 데이지 꽃잎을 따며 1부터 9까지 세는 모습으로 시작하며, 배경에는 새들의 지저귐이 들린다. 그녀는 숫자를 세면서 여러 번 실수를 한다. 촬영 중 10까지 성공적으로 세지 못하자, 그녀의 실수가 유권자들에게 더 매력적일 수 있다고 판단되었다. 그녀가 "아홉"에 도달하자, 마치 다음 숫자를 기억하려는 듯 잠시 멈춘다. 그 순간 미사일 발사 카운트다운 시작과 유사하게 10부터 거꾸로 세는 웅장한 남성 목소리가 들린다. 카운트다운에 반응하는 듯 소녀는 화면 밖의 한 지점을 향해 고개를 돌리고, 장면은 정지된다.
카운트다운이 계속되는 동안, 정지된 비디오에 줌이 적용되어 소녀의 오른쪽 눈에 초점을 맞추고, 그녀의 눈동자가 화면을 가득 채우면서 카운트다운이 동시에 0에 도달하면 화면이 검게 변한다. 그리고 핵폭발 장면을 담은 핵폭발의 밝은 섬광과 천둥 같은 소리가 어둠을 대체한다. 장면은 버섯 구름 영상으로 바뀌고, 이어서 핵폭발의 백열 중 느려진 클로즈업 장면으로 최종 전환된다. 핵폭발 영상 세 장면 모두에 존슨의 내레이션이 흐르며, "이것이 바로 판돈입니다! 모든 하나님의 자녀가 살 수 있는 세상을 만들 것인가, 아니면 어둠 속으로 들어갈 것인가. 우리는 서로 사랑해야 합니다, 아니면 죽어야 합니다."라고 단호하게 말한다. 내레이션이 끝날 무렵, 폭발 영상은 검은 화면에 모두 대문자로 "11월 3일 존슨 대통령에게 투표하세요"라고 쓰여 있는 흰색 글자로 대체된다. 크리스 솅켈의 내레이션이 화면의 글자를 읽고, 이어서 "판돈이 너무 커서 집에서 가만히 있을 수 없습니다"라고 덧붙인다.

## 방송, 영향, 논란
"내게 있는 것은 오직 목소리뿐

접힌 거짓을 풀기 위해,

육감적인 길거리 남자

뇌 속의 낭만적인 거짓과

그 건물들이 하늘을 더듬는

권위의 거짓:

국가라는 것은 존재하지 않으며

홀로 존재하는 이는 아무도 없다;

배고픔은 선택을 허락하지 않는다

시민에게도 경찰에게도;

우리는 서로 사랑하거나 죽어야 한다."
DDB는 존슨이 공식적인 가을 캠페인을 시작할 예정이었던 노동절에 광고를 방송하기로 결정했다. "데이지"는 1964년 9월 7일 NBC 먼데이 무비에서 영화 다윗과 밧세바 (영화)를 방송하는 동안 단 한 번만 광고로 방영되었다. 이 영화는 성경 이야기를 바탕으로 하므로 가족 영화로 간주되며, 존슨 캠페인이 목표로 삼으려는 관객층이 볼 것이기 때문에 광고에 적합하다고 여겨졌다. 대부분의 어린 아이들이 잠들어 부모들이 영화를 볼 것이라는 믿음으로 EST 오후 9시 50분에 방영되었다. 이 부모들이 코르질리우스의 역할에 자신의 아이를 투영하기를 바랐다. 이전의 인기 있는 정치 광고와 골드워터의 광고와는 달리, "데이지"는 전적으로 강렬한 이미지와 갑작스러운 시각적 변화에 기반하고 있으며, 음악의 부재는 사실감을 높인다. 작가 모린 코리건은 존슨의 대사인 "우리는 서로 사랑하거나 죽어야 한다"가 W. H. 오든의 시 "1939년 9월 1일"의 88행("우리는 서로 사랑하거나 죽어야 한다")을 반영한다고 언급했다. "아이들"과 "어둠"이라는 단어도 시에서 찾아볼 수 있다.
공보 비서 모이어스에 따르면, 백악관 교환대에는 광고에 항의하는 "전화가 불이 났다". 존슨은 그에게 전화하여 "젠장, 도대체 무슨 일이 일어난 거야?"라고 물었다. 처음에는 항의에 놀랐던 존슨은 나중에 광고에 매우 만족하여 다시 방송하기를 원했지만, 모이어스는 그것이 좋지 않은 생각이라고 설득했다. 모이어스는 나중에 이 광고가 "단 한 번의 상영으로 그 목적을 달성했다. 반복하는 것은 의미가 없을 것이다"라고 말했다.
처음에 이 광고는 "평화, 작은 소녀"로 불렸다. 골드워터의 이름이 언급되지 않았음에도 불구하고, 많은 공화당 정치인과 지지자들이 이 광고에 반대했다. 같은 날, 디트로이트에서 열린 자신의 선거 유세에서 존슨은 "오해하지 마라, '재래식 핵무기' 같은 것은 없다... 그것을 지금 사용하는 것은 최고 수준의 정치적 결정이다. 그것은 우리가 그 결과를 알 수 없는 불확실한 보복의 길로 인도할 것이다."라고 말했다.
이 광고는 야간 뉴스 및 대화 프로그램에서 다루어졌으며, 네트워크 뉴스 방송사들에 의해 자주 재방송되고 분석되었다. 발렌티는 광고를 한 번만 방송한 것이 의도된 조치였다고 제안했다. 민주당 전국위원회의 로이드 라이트는 나중에 "우리 모두는 그것이 상당한 반향을 불러일으킬 것이라는 것을 깨달았다"고 말하며, 이후 인터뷰에서 존슨의 캠페인 전략은 골드워터를 "국가 방어 시스템을 신뢰하기에는 너무 충동적인 인물"로 규정하는 데 기반을 두었다고 덧붙였다. 타임지는 9월 25일자 표지에 코르질리우스를 실었다. 존슨 캠페인은 골드워터가 핵전쟁을 시작할 것이라고 암시하며 유권자들을 겁주려 했다는 비판을 널리 받았다. 켄터키주 상원의원이었던 공화당의 스러튼 B. 모턴은 9월 16일 상원에서 민주당 전국위원회가 "공포에 영감을 받은 거짓말"을 텔레비전에 내보내고 있다고 말했으며, 존슨 대통령이 이에 대한 책임을 져야 한다고 덧붙였다. 그는 이 광고가 "부모에게 압력을 가하기 위해 아이들의 정신을 겁주는 것"을 목표로 한다고 말했다. 방영 후 며칠 만에 이 광고는 가장 인기 있고 논란이 많은 텔레비전 광고 중 하나로 언급되었다. 팩트 잡지는 미국정신의학협회 회원인 12,000명의 정신과 의사를 대상으로 골드워터가 "미국 대통령직을 수행하기에 심리적으로 적합한지"를 묻는 설문조사를 실시했다. 약 1,800개의 답변이 접수되었으며, 이 중 다수가 골드워터가 "위험한 정신병자"이자 "보상된 정신분열증 환자"라고 주장했다. 이 결과의 출판은 논란의 여지가 있었으며, 골드워터는 성공적으로 소송을 제기하여 잡지 발행인 랠프 긴즈버그로부터 75,000달러 (1968년 기준 징벌적 손해배상금 $2022년 기준 $558,000에 해당 상당)를 받았다. 이는 결국 미국정신의학협회가 "골드워터 룰"을 시행하게 되는 계기가 되었다. 이 규칙은 정신과 의사가 공인의 정신 건강에 대해 직접 진찰하고 동의를 얻지 않는 한 의견을 공개하는 것을 금지한다.

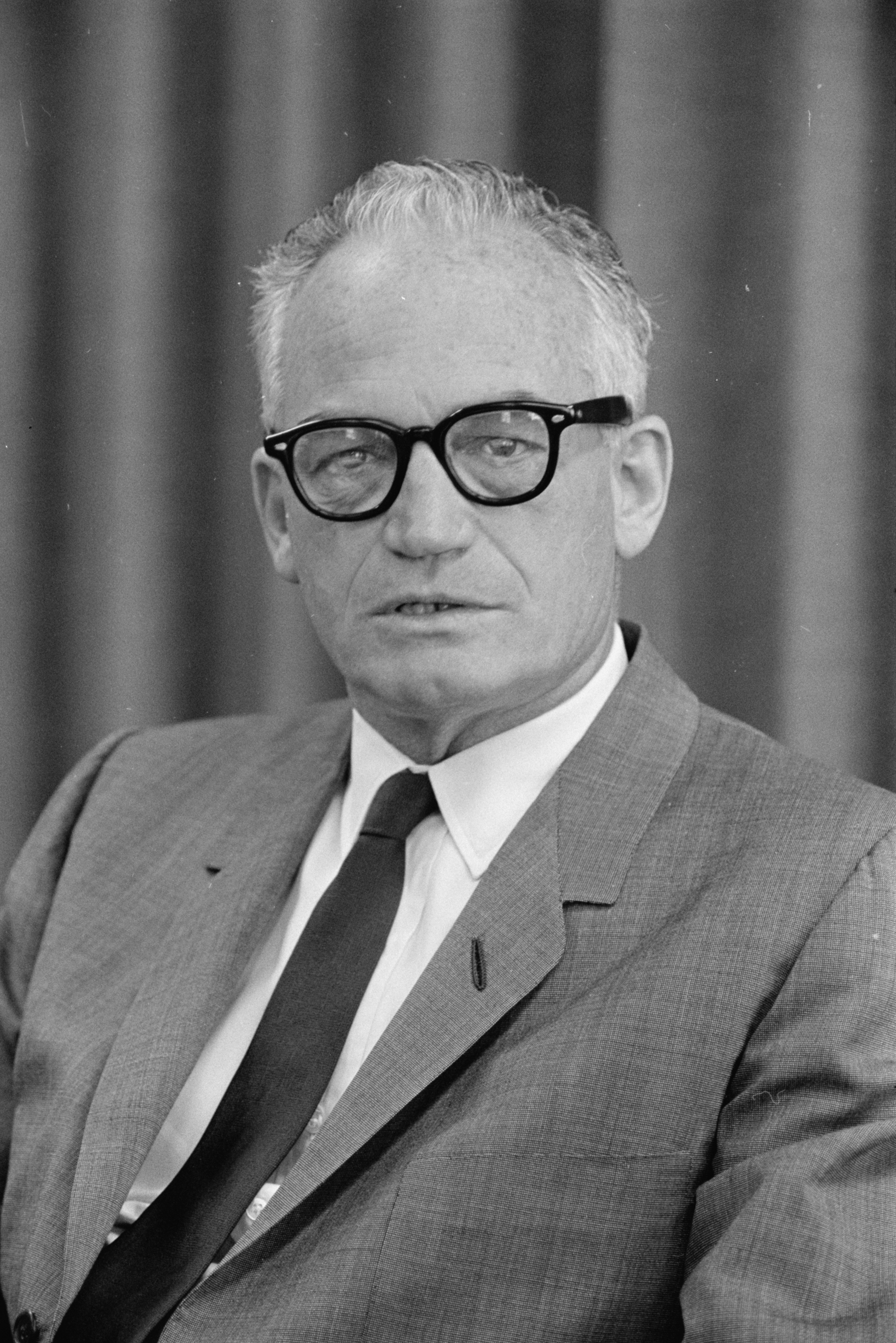
1962년 9월 배리 골드워터

방영 후 거의 3주가 지나, 골드워터는 "미국의 가정들은 경악하고 미국인들의 지성은 기이한 텔레비전 광고에 의해 모욕을 당하고 있는데, 이 광고는 전지전능한 린든에게 이 나라를 맡기지 않으면 세상의 종말이 올 것이라고 이 행정부가 위협하는 것"이라고 말했다. 이어지는 연설에서 골드워터는 자신의 견해를 옹호하며 "대비를 통한 평화"를 원한다고 주장했다. 9월 말, 그는 전 대통령 드와이트 D. 아이젠하워를 설득하여 촬영된 인터뷰에 출연하게 했다. 그는 아이젠하워에게 "우리 상대방은 우리를 전쟁광이라고 부르는데, 이에 대한 당신의 의견은 어떻습니까?"라고 물었다. 아이젠하워는 존슨의 비난을 "실제적인 허튼소리"라고 표현했다.
이 광고의 정확한 시청자 수는 알려져 있지 않지만, 『데이지 꽃잎과 버섯구름』의 저자 로버트 맨은 약 1억 명의 사람들이 이 광고를 보았다고 추정한다. 맨은 "데이지 소녀 광고의 뛰어난 측면 중 하나는 배리 골드워터를 언급하지도, 그의 이미지를 보여주지도 않았다는 점이다. 그럴 필요가 없었기 때문이다. 시청자들은 이미 핵전쟁과 핵무기에 대한 골드워터의 무모한 입장과 발언에 대한 많은 정보를 가지고 있었다... 그들은 유권자들이 이미 알고 있는 것을 사용하려 했다."고 말했다.
며칠 후 존슨 캠페인은 "아이스크림 광고"로 알려진 또 다른 광고를 공개했다. 이 광고는 어린 소녀가 아이스크림을 먹는 동안, 여성 내레이션이 음식 속에 핵폭발로 인해 발생하는 스트론튬-90과 세슘-137 같은 방사성 동위 원소의 존재를 경고하는 것으로 시작된다. 그녀는 핵실험 금지 조약과 이에 반대하는 골드워터의 입장에 대해 이야기하며, 그가 당선되면 "그들이 다시 핵폭탄을 실험하기 시작할 수도 있다"고 말한다. 존슨 캠페인은 "공화당원의 고백"과 "동부 해안"을 포함한 유사한 맥락의 추가 광고들을 방영했다. 선거 며칠 전, 여론조사에서는 존슨이 61%, 골드워터가 39%로 앞섰다. 존슨은 압승을 거두며 골드워터의 52표에 비해 486표의 선거인단 투표를 얻었다. 존슨은 미국 역사상 가장 큰 표차 중 하나로 골드워터를 거의 1,500만 표 (22.6%) 차이로 이겼다. 2024년 대통령 선거 현재, 존슨은 1824년 선거 이후 대중 투표가 처음 널리 퍼지기 시작한 이래 대통령 선거에서 가장 높은 대중 득표율을 기록했으며, "데이지" 광고는 그의 압도적인 승리에 가장 중요한 요인 중 하나로 여겨진다.

## 정치적 사용과 여파
"데이지" 광고는 처음 공개된 이후 여러 정치 캠페인에서 사용되거나 언급되었으며, 정치 및 광고 역사에서 중요한 전환점이 되었다. 월터 먼데일 민주당 후보는 1984년 대통령 선거 운동에서 우주에 있는 비밀 공산주의 핵무기에 대한 광고를 제작했는데, 여러 신문들은 먼데일의 광고가 비슷한 핵 테마를 가지고 있었기 때문에 이를 "데이지"와 비교했다. 밥 돌 공화당 후보는 1996년 대통령 선거 운동에서 "위협" 광고에 "데이지"의 짧은 클립을 사용했다. 이 광고에서 내레이션은 "30년 전, 그녀 [데이지 소녀]에게 가장 큰 위협은 핵전쟁이었습니다. 오늘날, 위협은 마약입니다."라고 단호하게 말한다. "데이지"의 다른 용도는 2007년 오스트레일리아 의회 선거를 포함하며, 오스트레일리아 녹색당은 이를 기후변화에 대한 캠페인 광고 중 하나로 다시 만들었다. "데이지"는 또한 2010년 아메리칸 밸류스 네트워크에 의해 재제작되어 유권자들이 상원의원들에게 뉴 스타트 프로그램 비준을 촉구하도록 장려하는 데 사용되었다. 로버트 맨은 "DDB는 자동차, 비누, 기타 제품 광고에 적용했던 것과 동일한 접근 방식을 정치에 가져왔다. 그런 면에서 '데이지' 소녀는 정치 광고를 현대 시대로 이끄는 데 기여했다"고 결론지었다.
코르질리우스는 광고 방송 후 "데이지" 소녀로 대중에게 알려졌지만, 그녀는 2000년대에 인터넷에서 이 광고를 찾아보기 전까지는 스스로 이 광고를 보지 못했다. 다른 아역 배우인 비르기테 올슨은 자신이 그 광고 속 소녀라고 거짓 주장했다. 2016년 대통령 선거 운동 중, 힐러리 클린턴 민주당 후보는 코르질리우스를 광고의 속편에 출연시켜 도널드 트럼프가 핵무기를 통제할 능력이 없다고 주장하게 했다. 이 광고에서 코르질리우스는 "우리가 어렸을 때 가졌던 핵전쟁에 대한 두려움이 우리 아이들이 다시는 겪지 않아도 될 것이라고 생각했어요. 그런데 이번 선거에서 그것이 다시 떠오르는 것을 보니 정말 무섭습니다."라고 말했다.
광고가 처음 방영된 지 거의 25년 후, 빌 모이어스는 "데이지" 광고를 승인하느냐는 질문에 다음과 같이 답했다.
네, 그렇습니다. 그리고 우리가 미래의 첫 물결에 있었다는 것을 후회합니다. 이 광고는 존슨의 신중함을 유권자들에게 상기시키기 위한 것이었지, 배리 골드워터가 전쟁광이라고 생각하게 하려던 것은 아니었습니다. 하지만 많은 사람들이 그렇게 해석했습니다. 제 기억이 맞다면, 우리는 어떤 정치 광고에서도 베트남을 다루지 않았습니다. 존슨이 그 캠페인에서 평화주의자로 묘사되었지만, 그는 국가를 길고 피비린내 나는 베트남 전쟁에 투입했다는 사실이 내내 저를 괴롭힙니다.

## 같이 보기
- 비교광고
- 공포심 조장

## 참고 자료
- 《Guide to U.S. Elections》. 세이지. 2009. ISBN 978-1-60426-536-1.
- Altschuler, Bruce E. (1990). 《LBJ and the Polls》. 플로리다 대학교 출판부. ISBN 978-0-8130-1894-2. OL 1876555M.
- Bates, Stephen; Diamond, Edwin (1992). 《The Spot: The Rise of Political Advertising on Television》. MIT 프레스. ISBN 978-0-262-54065-0.
- Bump, Allison (2014). 《Peace, Love, and Nuclear Explosions》. 《Iowa Journal of Cultural Studies》 (아이오와 대학교). 2021년 8월 11일에 원본 문서에서 보존된 문서. 2021년 8월 10일에 확인함.
- Christiansen, Paul (2018). 〈Daisies for Peace – 1964〉. 《Orchestrating Public Opinion – How Music Persuades in Television Political Ads for US Presidential Campaigns, 1952–2016》. 암스테르담 대학교 출판부. 56–62쪽. ISBN 978-90-485-3167-7. JSTOR j.ctv8pzcv5.8. 2021년 8월 10일에 원본 문서에서 보존된 문서. 2021년 8월 10일에 확인함.
- Dallek, Robert (2004). 《Lyndon B. Johnson : Portrait of a President》. 옥스퍼드 대학교 출판부. ISBN 978-0-19-515920-2. LCCN 2003011360. OL 26362769M.
- Donaldson, Gary (2003). 《Liberalism's Last Hurrah The Presidential Campaign of 1964》. M. E. 샤프. ISBN 978-0-7656-1119-2. LCCN 2002029207. OL 3562380M.
- Hess, Stephen (1980). “Does Foreign Policy Really Matter?”. 《윌슨 쿼털리》. 4권 1호. 96–112쪽. JSTOR 40255755.
- Jost, John T.; Stern, Chadly; Rule, Nicholas O.; Sterling, Joanna (2017). 《The Politics of Fear – Is There an Ideological Asymmetry In Existential Motivation?》 (PDF). 《사회 인지》 35 (길포드 프레스). 327쪽. doi:10.1521/soco.2017.35.4.324. S2CID 53582796. 2021년 8월 17일에 원본 문서 (PDF)에서 보존된 문서. 2021년 8월 17일에 확인함.
- Kavanagh, Dennis (1995). 《Election Campaigning – The New Marketing of Politics》. 와일리-블랙웰. ISBN 978-0-631-19811-6. LCCN 94048275. OL 1121507M.
- Kearns, Doris (1976). 《Lyndon Johnson's Political Personality》. 《Political Science Quarterly》 91 (정치 과학 학회). 385–409쪽. doi:10.2307/2148933. JSTOR 2148933.
- Kroll, Jerome; Pouncey, Claire (2016). 《The Ethics of APA's Goldwater Rule》. 《Journal of the American Academy of Psychiatry and the Law》 44. 226–235쪽. ISSN 1093-6793. PMID 27236179.
- Lerner, Mitchell (1995). 《Vietnam and the 1964 Election: A Defense of Lyndon Johnson》. 《대통령 연구 분기별지》 25 (의회 및 대통령 연구 센터). 751–766쪽. JSTOR 27551510.
- Marshall, P. David (1997). 《Celebrity and Power – Fame in Contemporary Culture》. 미네소타 대학교 출판부. ISBN 978-0-8166-2725-7. LCCN 96031522. OL 993025M.
- Newman, Bruce I. (1999). 《Handbook of Political Marketing》. 세이지 퍼블리케이션즈. ISBN 978-0-7619-1109-8. LCCN 99006226. OL 16949539M.
- Mann, Robert (2011). 《Daisy Petals and Mushroom Clouds: LBJ, Barry Goldwater, and the Ad That Changed American Politics》. 루이지애나 주립 대학교 출판부. ISBN 978-0-8071-4293-6.
- Taylor, Charles (1992). 《Sources of the Self – The Making of the Modern Identity》. 케임브리지 대학교 출판부. ISBN 978-0-521-42949-8.
- Twitchell, James (2000). 《Twenty Ads That Shook the World》. 크라운 퍼블리싱 그룹. 154–161쪽. ISBN 978-0-609-60563-9. LCCN 99042477. OL 7585663M.

## 추가 문헌
- Lariscy, Ruth Ann Weaver; Tinkham, Spencer F. (1999). 《The Sleeper Effect and Negative Political Advertising》. 《광고 저널》 28. 13–30쪽. doi:10.1080/00913367.1999.10673593. JSTOR 4189122.